# 6月29日
6月29日（ろくがつにじゅうくにち）は、グレゴリオ暦で年始から180日目（閏年では181日目）にあたり、年末まであと185日ある。

## できごと

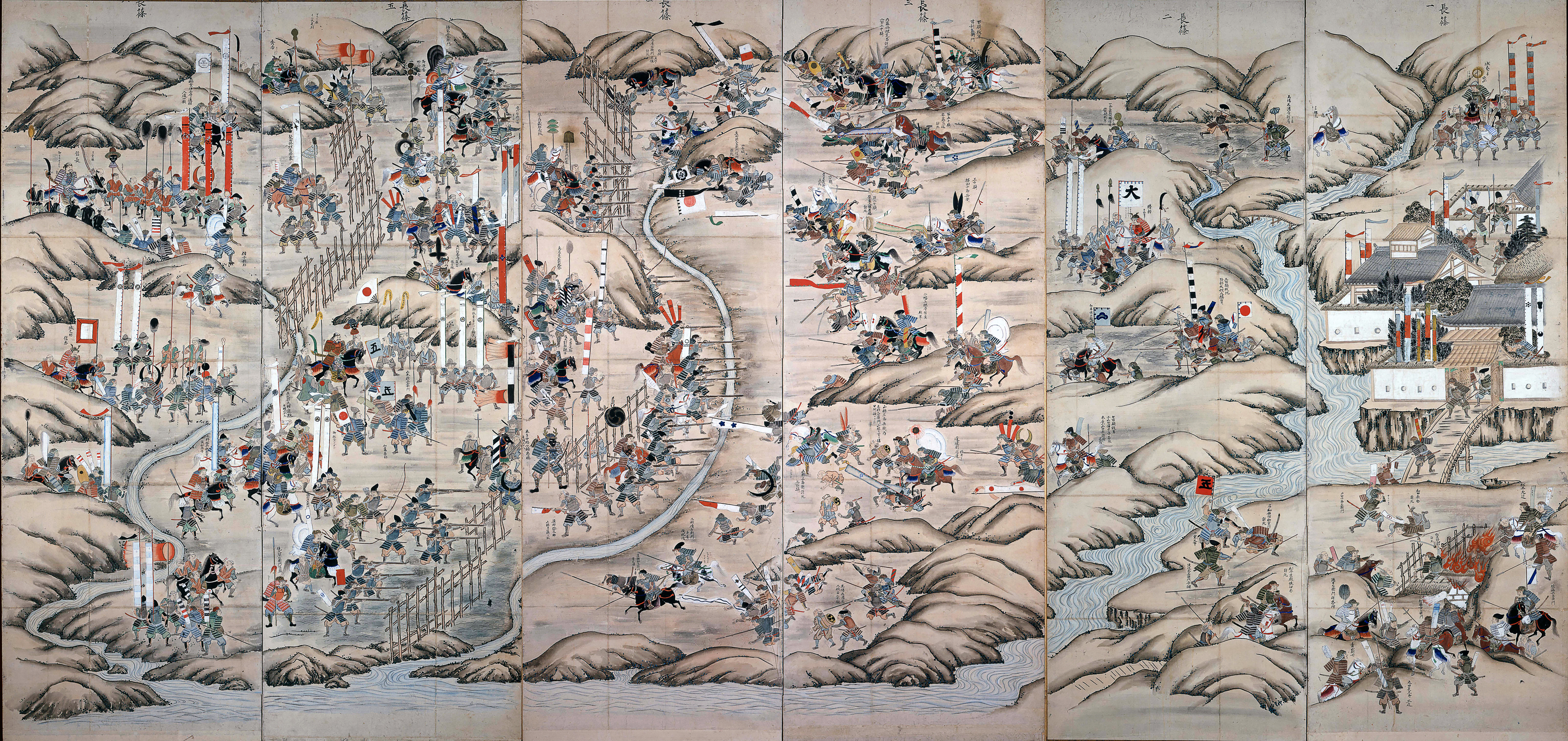
長篠の戦い(1575)、織田信長・徳川家康連合軍が武田勝頼を破る。

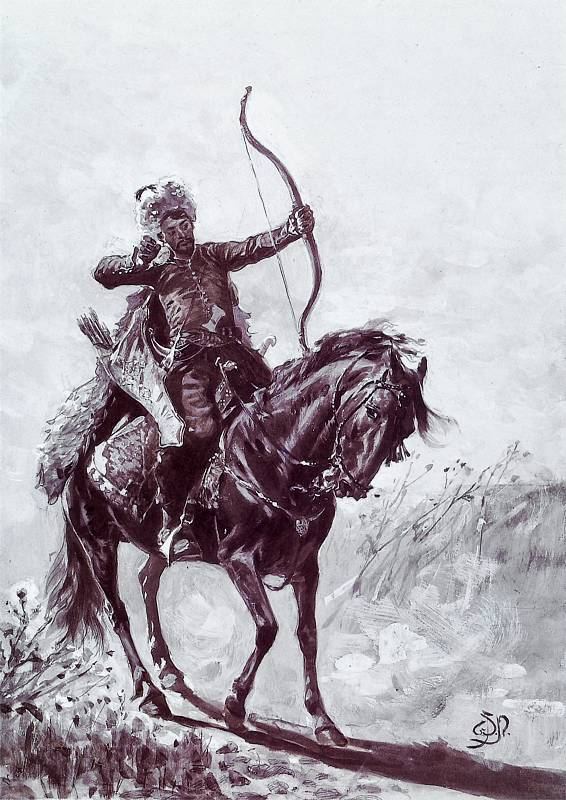
ロシア・ポーランド戦争、コノトプの戦い(1659)。画像はタタール人の弓兵。

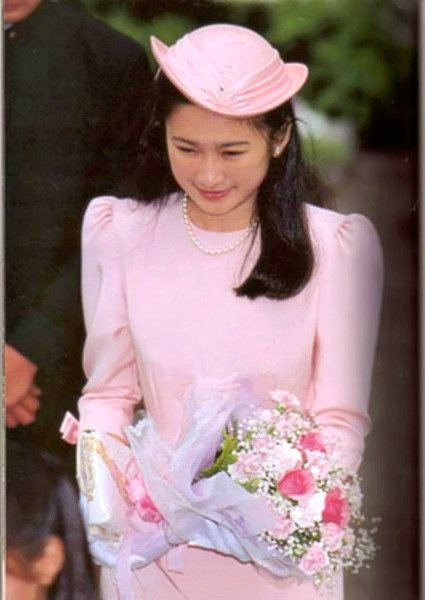
礼宮文仁親王が川嶋紀子（画像）と結婚、秋篠宮家創設(1990)

- 1028年（長元元年6月5日） - 平忠常の乱。
- 1194年 - ノルウェー王スヴェレ・シグルツソンが戴冠。
- 1575年（天正3年5月21日） - 長篠の戦い。
- 1613年 - ロンドンのグローブ座が焼失。翌年再建。
- 1607年（慶長12年5月6日） - 朝鮮通信使が初めて江戸を訪問し、将軍徳川秀忠と会見。
- 1659年 - コノトプの戦いが終結。ロシア・ツァーリ国軍がウクライナ・コサック軍に敗れる。
- 1689年（元禄2年5月13日） - 松尾芭蕉がおくのほそ道の旅で平泉の奥州藤原氏3代の跡を訪ねる。
- 1797年 - ナポレオン・ボナパルトがチザルピーナ共和国を建国。
- 1880年 - タヒチ島がフランスの領土となる。
- 1900年 - ノーベル財団設立。
- 1913年 - セルビア・ギリシャなどとブルガリアの間で第二次バルカン戦争が勃発。[要検証 – ノート]
- 1928年 - 治安維持法改正。反国体の結社行為に死刑・無期刑を追加。
- 1932年 - 警視庁が特別高等警察（特高）課を部に昇格。
- 1935年 - 京都大水害。京都市内では前日からの集中豪雨のため鴨川が増水。二条大橋や五条大橋など多くの橋が流失するとともに市内の大部分が冠水した[1]。
- 1938年 - 翌日にかけて関東地方で集中豪雨。東京都下では約15万戸が浸水するなどの被害[2]。
- 1945年 - 第二次世界大戦・日本本土空襲: 岡山空襲。岡山城が焼失。
- 1947年 - 前田山英五郎が第39代横綱に昇進。
- 1956年 - アメリカ合衆国で連邦補助高速道路法が施行される。
- 1956年 - 北海道釧路市で火災現場に向かう消防車が通行人17人をはねる事故。児童6人が即死、2人が重体、9人が重傷[3]。
- 1958年 - FIFAワールドカップ・スウェーデン大会の決勝戦でブラジルがスウェーデンを5-2で破り初優勝。
- 1961年 - 北海道美唄市三菱美唄炭鉱でガス爆発事故が発生、一時、坑内に40人が取り残された。8人が死亡、11人が重軽傷[4]。
- 1962年 - 北海道の十勝岳で水蒸気爆発。翌日未明に噴火が発生。硫黄鉱山作業員の死者・行方不明者5人、気象台の観測員2人を含む負傷者12名[5]。
- 1965年 - アメックス銀行22万ドル盗難事件。当時は為替が固定相場(1ドル＝360円）であったため、当時の通貨に単純換算すると約7.9千万円。現在の価値にすると約2億円の高額盗難事件であった[6]。
- 1966年 - ビートルズが初来日[7]。
- 1976年 - セーシェルがイギリスから独立。
- 1981年 - 中国共産党第11期6中総会で文化大革命を全面否定する「歴史決議」を採択。
- 1982年 - 米ソ首脳が戦略兵器削減交渉 (START I) を開始。
- 1987年 - 6月民主抗争:韓国でノ・テウが民主化宣言を発した。
- 1990年 - 礼宮文仁親王が川嶋紀子と結婚、秋篠宮家を創設。
- 1993年 - ゼネコン汚職事件: 東京地検が石井亨仙台市長を収賄容疑で逮捕。
- 1995年 - 韓国ソウルの三豊百貨店がほぼ全壊し、512人が死亡。
- 1995年 - スペースシャトルアトランティスがロシアの宇宙ステーションミールとドッキング。ミールとスペースシャトルのドッキングは初。
- 1999年 - 広島県を中心とした中国地方を集中豪雨（6.29豪雨災害）が襲い、各地で起こった土砂崩れ等により36人が死亡。
- 2002年 - 第2延坪海戦。黄海上で北朝鮮と韓国の艦艇による銃撃戦。合わせて19人が死亡。
- 2007年 - 初代iPhoneがアメリカで販売開始。
- 2023年 - ニューヨーク・ヤンキースのドミンゴ・ヘルマンがMLB史上24人目の完全試合達成。
- 2025年 - H2Aロケット最終50号機の打ち上げが成功。人工衛星「いぶきGW」が、宇宙空間の目標軌道へ投入された[8]。

## 誕生日

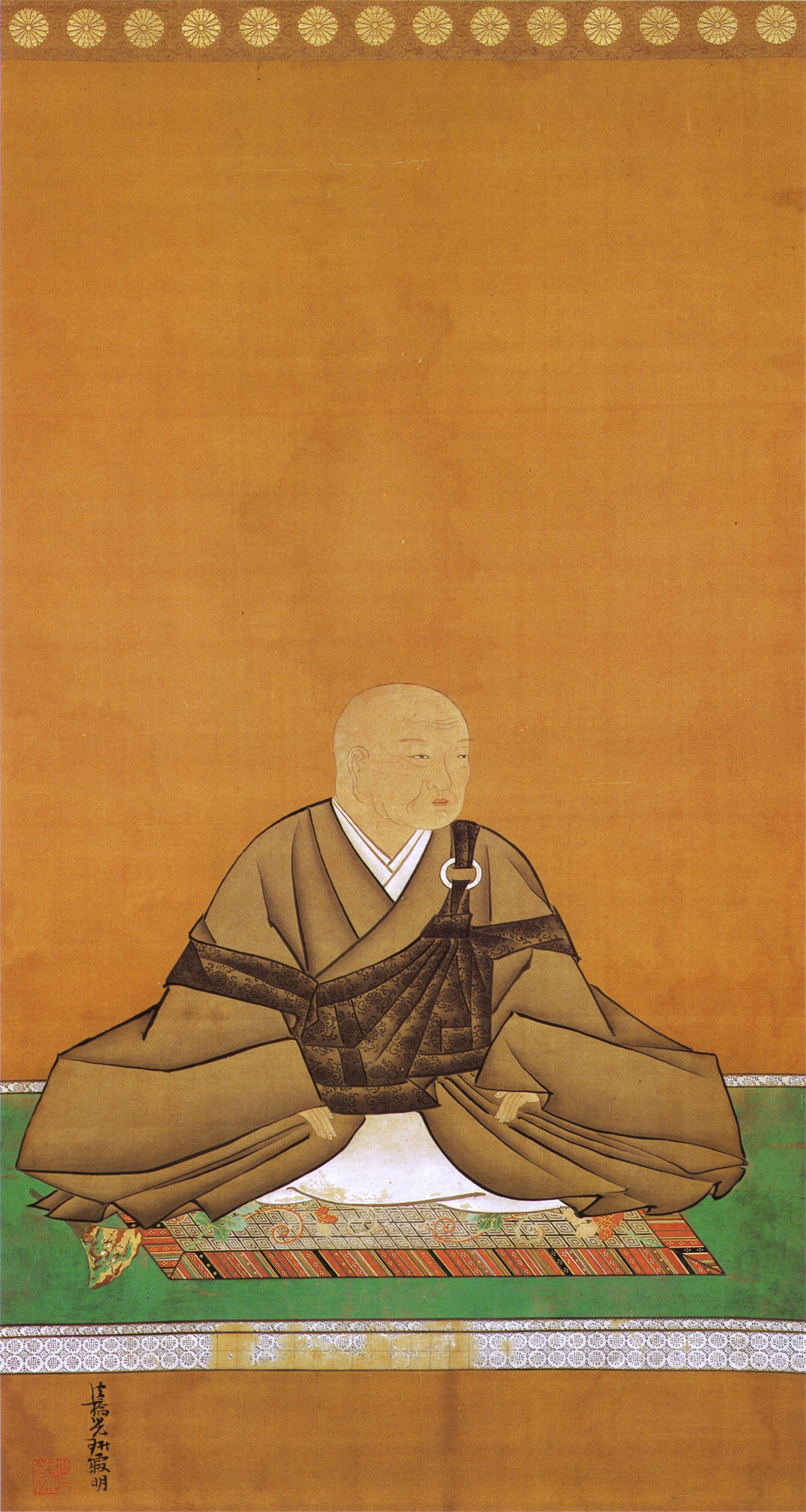
第108代天皇後水尾天皇(1596-1680)誕生。

| 大人たちは数字が大好き。新しい友達の話をしても、大人たちは大事なことは絶対に訊いてこない。「どんな声してる？どんな遊びが好き？蝶は集めてる？」とは訊かないで、「何歳？兄弟は何人？体重は？父親の年収は？」と訊いて、それでその子が分かったつもりになる。――『星の王子さま』(1943) |

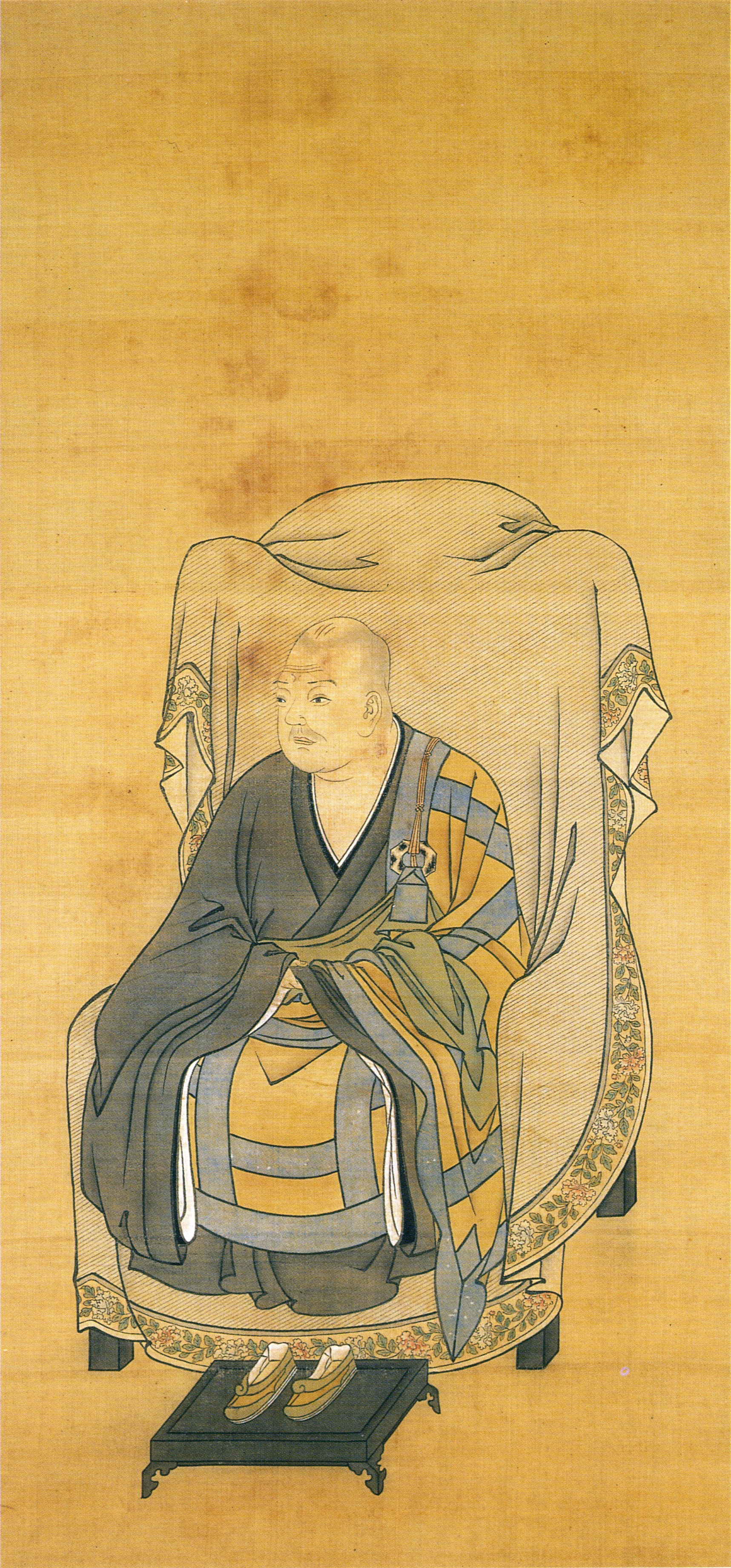
鎌倉幕府第5代執権、北条時頼(1227-1263)誕生。

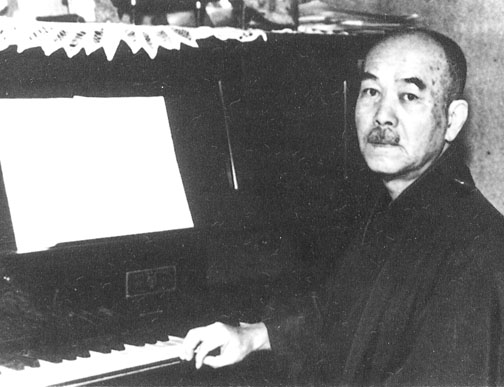
海軍軍楽師、瀬戸口藤吉(1868-1941)。『軍艦マーチ』を作曲。

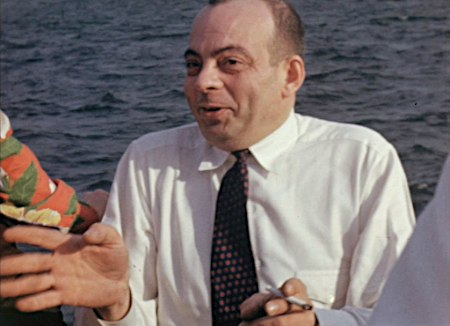
作家・飛行士、アントワーヌ・ド・サン＝テグジュペリ(1900-1944)誕生。

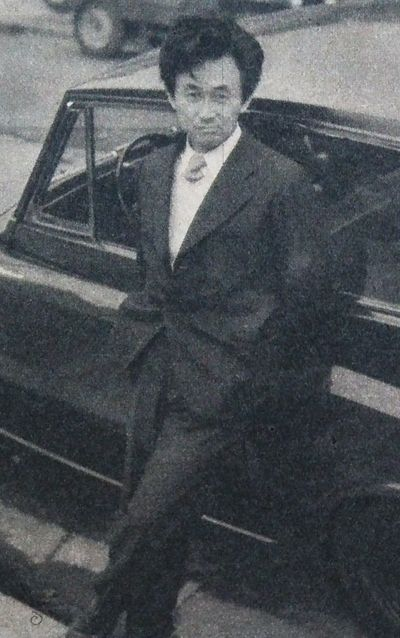
プロダクトデザイナー、柳宗理(1915-2011)誕生。

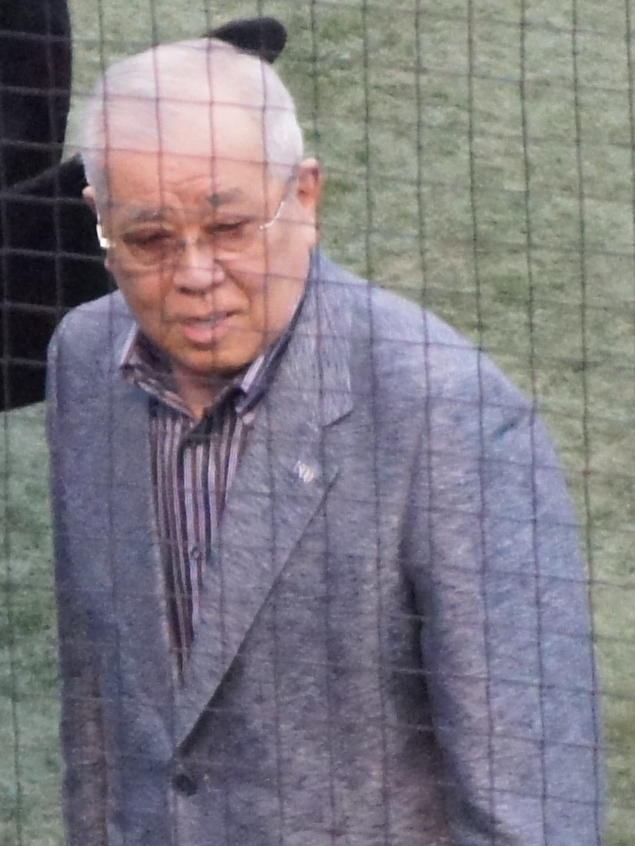
プロ野球選手、監督野村克也(1935-2020)誕生。

- 1227年（安貞元年5月14日） - 北条時頼、鎌倉幕府第5代執権（+ 1263年）
- 1516年/17年 - レンベルト・ドドエンス、医師、植物学者（+ 1585年）
- 1596年（慶長元年6月4日） - 後水尾天皇、第108代天皇（+ 1680年）
- 1623年（元和9年6月2日） - 稲葉正則、老中、小田原藩第2代藩主（+ 1696年）
- 1798年 - ジャコモ・レオパルディ、詩人、哲学者、文献学者（+ 1837年）
- 1802年（享和2年5月30日） - 片桐貞信、小泉藩第8代藩主（+ 1848年）
- 1815年（文化12年5月22日） - 浅田宗伯、漢方医（+ 1894年）
- 1842年 - ヨーゼフ・ラーボア、作曲家、ピアニスト（+ 1924年）
- 1849年 - オレーナ・プチールカ、作家、民族誌学者（+ 1930年）
- 1863年 - ウィルバート・ロビンソン、プロ野球選手（+ 1934年）
- 1866年（慶応2年5月17日） - 高楠順次郎、仏教学者（+ 1945年）
- 1868年（慶応4年5月10日） - 瀬戸口藤吉、音楽家（+ 1941年）
- 1880年 - ハリー・フレイジー、メジャーリーグ球団オーナー（+ 1929年）
- 1897年 - 土浦亀城、建築家（+ 1996年）
- 1900年 - アントワーヌ・ド・サン＝テグジュペリ、作家、パイロット（+ 1944年）
- 1904年 - 内田鐡衛、株式会社コロナ創業者、実業家（+ 1996年）
- 1905年 - 入江相政、侍従長、エッセイスト（+ 1985年）
- 1906年 - 朱牟田夏雄、イギリス文学者（+ 1987年）
- 1908年 - ルロイ・アンダーソン、作曲家（+ 1975年）
- 1909年 - 伏見康治、理論物理学者（+ 2008年）
- 1911年 - バーナード・ハーマン、作曲家（+ 1975年）
- 1914年 - ラファエル・クーベリック、指揮者、作曲家（+ 1996年）
- 1915年 - 柳宗理、インダストリアルデザイナー（+ 2011年）
- 1916年 - 小山正孝、詩人（+ 2002年）
- 1920年 - アーミン・ホフマン、グラフィックデザイナー、タイポグラファー（+ 2020年）
- 1922年 - 清岡卓行、詩人、小説家（+ 2006年）
- 1928年 - 松尾浩也、法学者（+ 2017年）
- 1929年 - 間宮芳生、作曲家（+ 2024年）
- 1930年 - 左幸子、女優（+ 2001年）
- 1930年 - 小田切みき、女優（+ 2006年）
- 1932年 - 伊東絹子、ファッションモデル、ミス・ユニバース日本代表（+ 2023年）
- 1933年 - 冲永荘一、帝京大学創設者（+ 2008年）
- 1933年 - 久松夕子、声優
- 1934年 - 吉川元忠、経済学者（+ 2005年）
- 1934年 - 加倉井実、プロ野球選手（+ 1998年）
- 1935年 - 野村克也、プロ野球選手、監督（+ 2020年）
- 1936年 - ハーモン・キルブルー、プロ野球選手（+ 2011年）
- 1936年 - デヴィッド・ジェンキンス、フィギュアスケート選手
- 1936年 - 冬柴鐵三、政治家（+ 2011年）
- 1939年 - 植田征作、元プロ野球選手
- 1939年 - 6代目一龍斎貞水、講談師（+ 2020年）
- 1940年 - 朝間義隆、脚本家、映画監督
- 1941年 - 倍賞千恵子、女優、歌手
- 1941年 - 北川公一、元プロ野球選手
- 1945年 - 中塚政幸、元プロ野球選手
- 1947年 - 姜大衛、俳優、映画監督
- 1948年 - イアン・ペイス、ミュージシャン
- 1948年 - 成田春男、調教師
- 1948年 - 矢部徳美、元プロ野球選手
- 1949年 - 中田カウス、漫才師
- 1950年 - 服部信治、実業家
- 1954年 - 清水アキラ、お笑いタレント、ものまねタレント
- 1955年 - 森マリア、元歌手、元女優
- 1955年 - 西村泰彦、警察官僚、元警視総監、内閣危機管理監
- 1956年 - ニック・フライ、ブラウンGP最高経営責任者
- 1956年 - 二代目引田天功（プリンセス・テンコー）、マジシャン
- 1958年 - ロザ・モタ、元マラソン選手
- 1958年 - 清水よし子、お笑いタレント（ピンクの電話）
- 1959年 - 後藤雄一、元プロ野球選手
- 1963年 - アンネ＝ゾフィー・ムター、ヴァイオリニスト
- 1964年 - 御子柴進、元プロ野球選手
- 1965年 - 藤原英昭、調教師
- 1966年 - 神尾葉子、漫画家
- 1966年 - パパイヤ鈴木、振り付け師、タレント
- 1966年 - エドツワキ、画家、デザイナー、アートディレクター
- 1968年 - 中村良二、元プロ野球選手
- 1969年 - 松本志のぶ、アナウンサー
- 1969年 - 橋下徹、弁護士、政治家、元大阪府知事、元大阪市長
- 1970年 - 渡邉博幸、元プロ野球選手
- 1971年 - 野田順子、声優
- 1971年 - 原正俊、元プロ野球選手
- 1972年 - 真木ことみ、演歌歌手
- 1972年 - サマンサ・スミス、親善大使（+ 1985年）
- 1973年 - 塩崎真、元プロ野球選手
- 1973年 - 福嶋晃子、プロゴルファー
- 1973年 - ペドロ・バルデス、元プロ野球選手
- 1973年 - 朴賛浩、元プロ野球選手
- 1973年 - 森徹、スキー選手（+ 1998年）
- 1973年 - 中華首藤、ローカルタレント
- 1975年 - 高木郁乃、ミュージシャン、ボーカリスト
- 1975年 - マシュー・ゲイツ、フィギュアスケート選手
- 1976年 - 井川遥、女優、タレント
- 1976年 - 松田直樹、プロボクサー
- 1976年 - オスマニー・ウルティア、元野球選手
- 1977年 - ウィル・ケンプ、ダンサー、俳優
- 1978年 - 吉川昌宏、元プロ野球選手
- 1978年 - トレイ・ホッジス、元プロ野球選手
- 1979年 - 浅井雄一、モデル、俳優
- 1979年 - 谷口邦幸、元プロ野球選手
- 1979年 - 酒井友之、元サッカー選手
- 1979年 - 美元、女優、モデル
- 1979年 - 平川博晶、俳優
- 1980年 - キャサリン・ジェンキンス、メッゾ・ソプラノ歌手
- 1980年 - 川瀬晶子、声優
- 1981年 - 咲人、ミュージシャン、ギタリスト（ナイトメア）
- 1981年 - 小林よしひさ、タレント
- 1982年 - 金子麻美、歌手
- 1982年 - 土屋千明、競艇選手
- 1983年 - あぢゃ、タレント
- 1983年 - 小川摩起、女優
- 1984年 - 大引啓次、元プロ野球選手
- 1986年 - 塚田祥雄、元騎手
- 1986年 - ホセ・マヌエル・フラド、サッカー選手
- 1986年 - 松村未央、アナウンサー
- 1987年 - 齋藤ヤスカ、元俳優
- 1987年 - 大友歩、元女優
- 1988年 - ブルックス・ラリー、プロ野球選手
- 1988年 - エベル・バネガ、サッカー選手
- 1988年 - 村井良大、俳優
- 1989年 - 余佩詩、フィギュアスケート選手
- 1989年 - 矢口聖来、元アイドル
- 1990年 - 木村昴、声優、タレント
- 1990年 - 大西礼芳、女優
- 1990年 - THE SxPLAY、歌手
- 1990年 - 岡本知剛、サッカー選手
- 1990年 - ヤン・エムヴィラ、サッカー選手
- 1991年 - 田中萌、アナウンサー
- 1992年 - 矢方美紀、タレント（元SKE48）
- 1992年 - ヨルマー・サンチェス、プロ野球選手
- 1992年 - 朝倉さや、民謡歌手
- 1993年 - 小野塚勇人、俳優（劇団EXILE）
- 1993年 - 佐藤優、元プロ野球選手
- 1995年 - 菅原梨央、アイドル（元テクプリ）
- 1995年 - 大竹耕太郎、プロ野球選手
- 1995年 - 山下諒、映像作家、クリエイター
- 1995年 - ティム・シュープ、プロアイスホッケー選手
- 1996年 - 森永悠希、俳優
- 1996年 - 森田歩希、陸上選手
- 1998年 - 関有美子、タレント、元アイドル（元欅坂46、櫻坂46）
- 1998年 - 鈴木大河、俳優、歌手（元IMPACTors）
- 1998年 - 田中志歩、柔道選手
- 1998年 - FUMA、アイドル（&TEAM）
- 1998年 - 唐凱威、バドミントン選手
- 1999年 - 大勢、プロ野球選手
- 1999年 - 古田島成龍、プロ野球選手
- 2000年 - 赤羽由紘、プロ野球選手
- 2000年 - 小向なる、女優
- 2001年 - 本田ななか、キックボクサー
- 2002年 - 海老野心、モデル、タレント
- 生年不詳 - さいとうちほ、漫画家
- 生年不詳 - 中原新、声優
- 生年不詳 - 志村貴博、声優

## 忌日

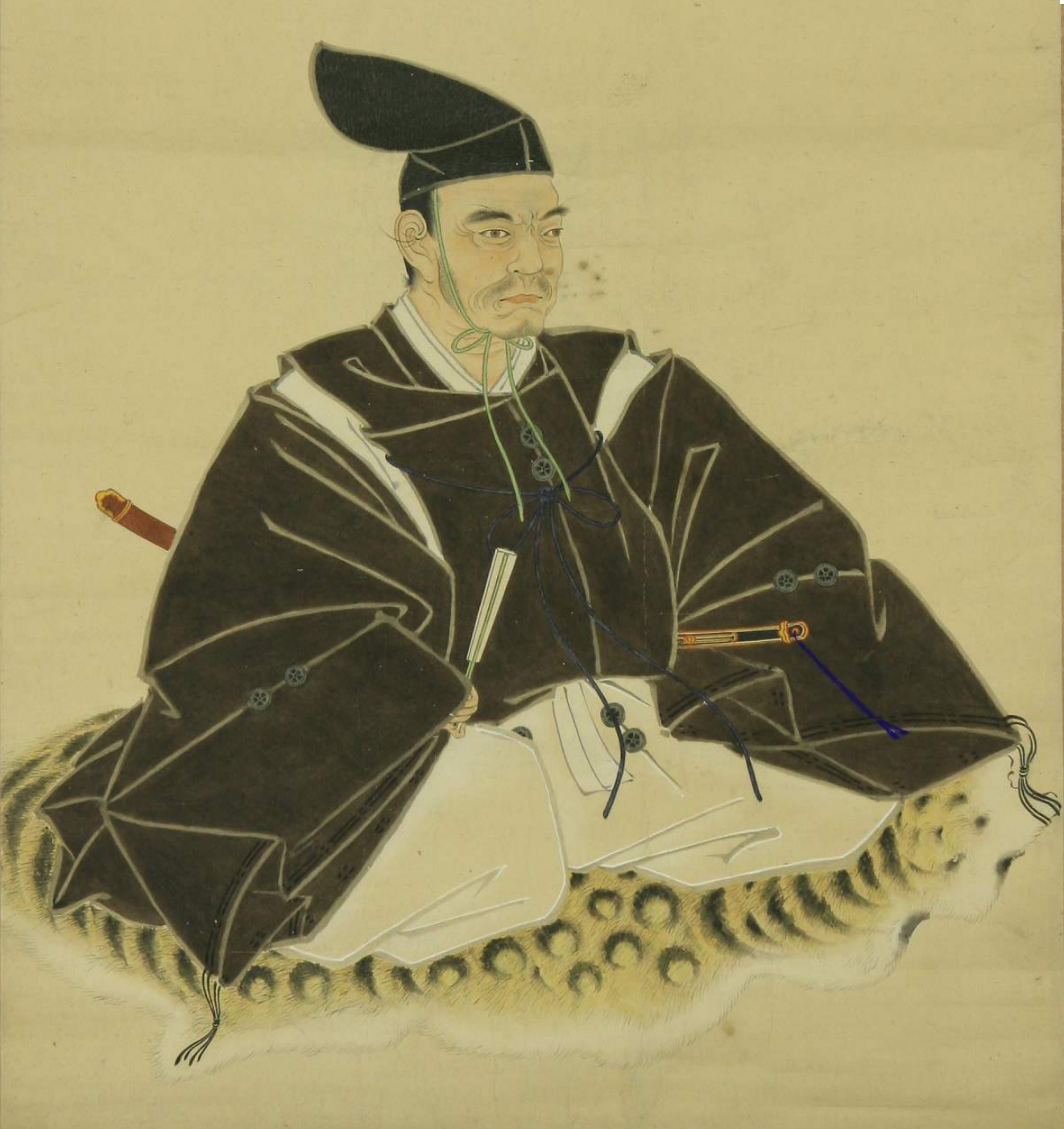
学者、政治家新井白石(1657-1725)没。

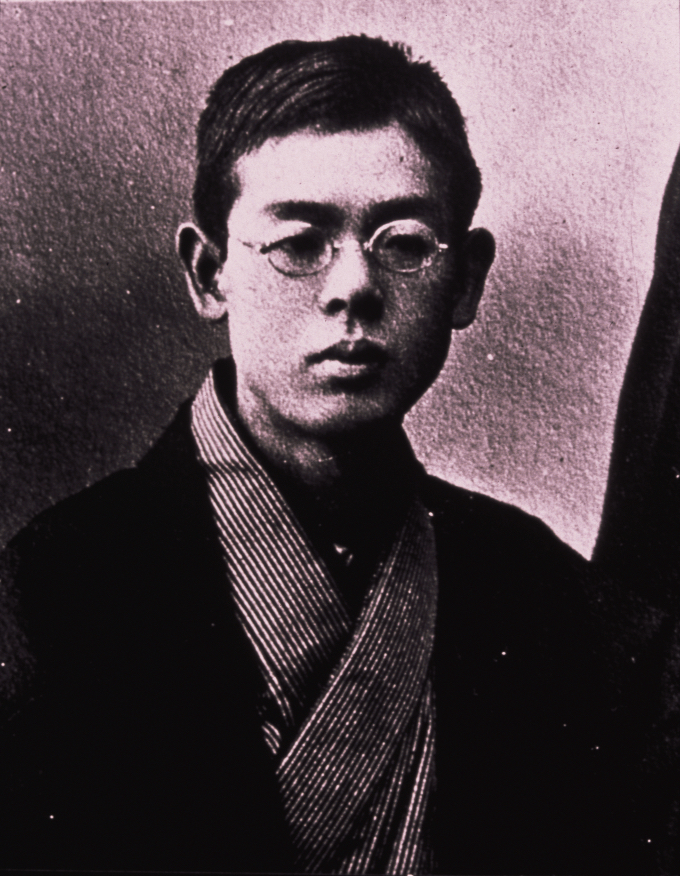
作曲家、瀧廉太郎(1879-1903)没。

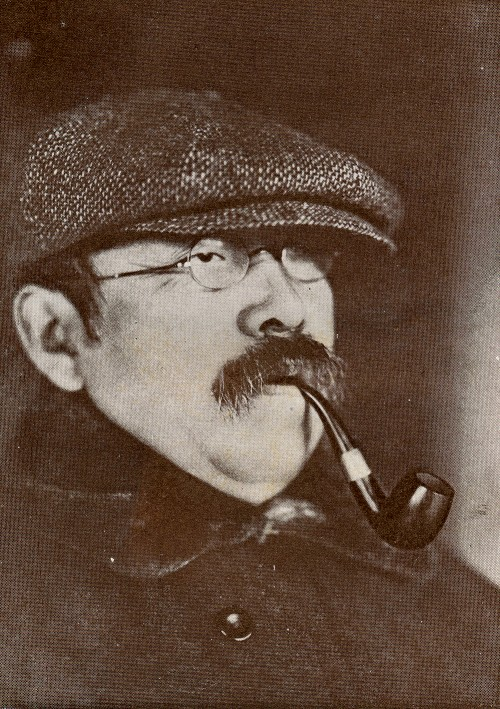
作家内田魯庵(1868-1929)没。

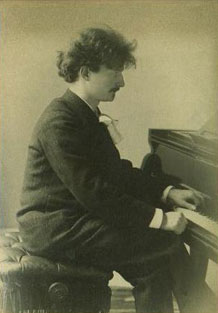
ピアニスト・ポーランド首相、イグナツィ・パデレフスキ(1860-1941)没。

- 226年（黄初7年5月17日） - 曹丕、魏の初代皇帝（* 187年）
- 979年（天元2年6月3日）- 藤原媓子、円融天皇の皇后、関白藤原兼通の長女（* 947年）
- 1252年 - アーベル、デンマーク王（* 1218年）
- 1418年（応永25年5月14日）- 足利満詮、室町時代の武将、権大納言（* 1364年）
- 1575年（天正3年5月21日） - 内藤昌豊、戦国武将（* 1522年）
- 1575年（天正3年5月21日） - 馬場信春、戦国武将（* 1515年）
- 1575年（天正3年5月21日） - 山県昌景、戦国武将（* 1529年）
- 1575年（天正3年5月21日） - 土屋昌続、戦国武将（* 1544年）
- 1724年（享保9年5月9日） - 前田綱紀、第5代加賀藩主（* 1643年）
- 1725年（享保10年5月19日） - 新井白石、江戸幕府老中、儒学者（* 1657年）
- 1744年 - アンドレ・カンプラ、作曲家（* 1660年）
- 1779年 - アントン・ラファエル・メングス、画家（* 1728年）
- 1861年 - エリザベス・バレット・ブラウニング、詩人（* 1806年）
- 1875年 - フェルディナント1世、オーストリア皇帝（* 1793年）
- 1881年 - モーリス・レイノー（英語版）、医師、レイノー病報告者（* 1834年）
- 1886年 - アドルフ・モンティセリ、画家（* 1824年）
- 1895年 - トマス・ヘンリー・ハクスリー、生物学者（* 1825年）
- 1900年 - イヴァン・パヴシン（英語版）、聖職者、数学者（* 1827年）
- 1903年 - 瀧廉太郎、作曲家（* 1879年）
- 1929年 - 内田魯庵、小説家、文芸評論家、翻訳家（* 1868年）
- 1933年 - ロスコー・アーバックル、俳優（* 1887年）
- 1935年 - 橘ノ圓 (初代)、落語家（* 1868年）
- 1935年 - 長谷川海太郎、小説家（* 1900年）
- 1940年 - パウル・クレー、画家（* 1879年）
- 1941年 - イグナツィ・パデレフスキ、ピアニスト、作曲家、ポーランド第二共和制第3代首相（* 1860年）
- 1941年 - 今泉嘉一郎、製鉄技術者、日本鋼管（現JFEホールディングス）創業者（* 1867年）
- 1945年 - 三宅速、外科医、九州帝国大学初代外科部長（* 1867年）
- 1946年 - フランク・ハドー、テニス選手（* 1855年）
- 1946年 - 初世梅若万三郎、観世流能楽師（* 1869年）
- 1951年 - 遠藤新、建築家（* 1889年）
- 1951年 - 二代地崎宇三郎、実業家、政治家、元地崎組社長・小樽新聞社長（* 1897年）
- 1953年 - 幣原坦、歴史学者、教育者、官僚（* 1870年）
- 1955年 - マックス・ペヒシュタイン、画家（* 1881年）
- 1957年 - 橋本欣五郎、軍人、右翼活動家、衆議院議員（* 1890年）
- 1959年 - 苫米地義三、実業家、政治家、第8代運輸大臣、第3代内閣官房長官兼国務大臣（* 1880年）
- 1961年 - ジョルジュ・ギラン（英語版）、神経科医、ギラン・バレー症候群共同報告者（* 1876年）
- 1963年 - フランク・R・パウル、イラストレーター（* 1884年）
- 1964年 - エリック・ドルフィー、ジャズミュージシャン（* 1928年）
- 1965年 - 沢本頼雄、日本海軍軍人（* 1886年）
- 1967年 - プリモ・カルネラ、プロボクサー（* 1906年）
- 1967年 - ジェーン・マンスフィールド、女優（* 1933年）
- 1970年 - ギュンター・メスナー（英語版）、登山家（* 1946年）
- 1974年 - 結城哀草果、歌人、随筆家（* 1893年）
- 1979年 - ローウェル・ジョージ、ミュージシャン（* 1945年）
- 1982年 - ベンジャミン・キャッスルマン（英語版）、医師、病理学者、キャッスルマン病報告者（* 1906年）
- 1982年 - ピエール・バルマン（英語版）、ファッションデザイナー（* 1914年）
- 1982年 - 田口正治、水泳選手、1936年ベルリン五輪金メダリスト（* 1916年）
- 1983年 - 皆吉爽雨、俳人（* 1902年）
- 1986年 - 戸川エマ、エッセイスト、評論家（* 1911年）
- 1989年 - 下村治、大蔵官僚、経済学者（* 1910年）
- 1989年 - 森一生、映画監督、演出家（* 1911年）
- 1990年 - アーヴィング・ウォーレス、小説家、脚本家（* 1916年）
- 1991年 - アンリ・ルフェーヴル、哲学者、社会学者（* 1901年）
- 1993年 - 富山誠、宗教家 （* 1952年）
- 1994年 - クルト・アイヒホルン、指揮者（* 1908年）
- 1995年 - ラナ・ターナー、女優（* 1921年）
- 1996年 - 高木博、政治家、元福島県須賀川市長（* 1926年）
- 1997年 - 宮崎邦次、銀行家、元第一勧業銀行頭取（* 1930年）
- 1997年 - 大村雅朗、作曲家、アレンジャー（* 1951年）
- 1998年 - ロナルド・メイス、建築家、プロダクトデザイナー（* 1941年）
- 2000年 - 三好俊夫、実業家、元松下電工代表取締役社長（* 1921年）
- 2000年 - ヴィットリオ・ガスマン、俳優（* 1922年）
- 2000年 - 三尾公三[9]、洋画家、京都造形芸術大学名誉教授（* 1924年）
- 2000年 - 服部孝宏、陸上競技選手（* 1971年）
- 2001年 - 川端実、洋画家（* 1911年）
- 2002年 - ローズマリー・クルーニー、歌手、女優（* 1928年）
- 2002年 - オルヨハン・ダール、計算機科学者（* 1931年）
- 2003年 - キャサリン・ヘプバーン、女優（* 1907年）
- 2003年 - 鈴木和美、政治家、第28代国土庁長官（* 1929年）
- 2005年 - 勝田康三、テレビプロデューサー（* 1928年）
- 2006年 - ロイド・リチャーズ、俳優（* 1919年）
- 2006年 - 大西忠生、サッカー選手、指導者（*1943年）
- 2006年 - 松本きょうじ、俳優（* 1954年）
- 2006年 - ファビアン・ビーリンスキー、映画監督（* 1959年）
- 2007年 - フレッド・セイバーヘーゲン、SF作家（* 1930年）
- 2007年 - エドワード・ヤン、映画監督（* 1947年）
- 2008年 - 松浦啓一、放射線医学者、九州大学名誉教授（* 1923年）
- 2008年 - ドン・S・デイヴィス、俳優、画家（* 1942年）
- 2009年 - 小林晴夫、工学者、化学者、北海道大学名誉教授、元室蘭工業大学学長（* 1921年）
- 2009年 - 戸田博之、実業家、元西武鉄道社長・西武バス社長・西武ハイヤー社長・西武ライオンズ球団社長（* 1935年）
- 2011年 - 竹内不忘、彫刻家（* 1909年）
- 2011年 - 馬場当、脚本家（* 1926年）
- 2012年 - 地井武男、俳優（* 1942年）
- 2013年 - マルゲリータ・アック、天体物理学者、作家（* 1922年）
- 2013年 - 村上護、文芸評論家、俳人（* 1941年）
- 2013年 - 小林賢次、日本語学者、(旧)東京都立大学名誉教授（* 1943年）
- 2013年 - ジム・ケリー、俳優、空手家（* 1946年）
- 2013年 - 須藤徹、俳人、文芸評論家（* 1946年）
- 2013年 - 中村隆太郎、アニメ監督、演出家（* 1955年）
- 2014年 - ドン・マシスン、俳優（* 1929年）
- 2014年 - 吉田憲治、銀行家、元トマト銀行社長（* 1930年）
- 2014年 - ポール・ホーン、ジャズ・フルート奏者（* 1930年）
- 2016年 - カール・ハース、自動車レース興行主（* 1929年）
- 2016年 - 古川麒一郎、天文学者（* 1929年）
- 2017年 - ルイ・ニコラン、実業家、モンペリエHSC会長（* 1943年）
- 2017年 - 阿部良男、プロ野球選手（* 1946年）
- 2018年 - フランツ・バイヤー、ヴィオラ奏者、音楽学者（* 1922年）
- 2018年 - アルビド・カールソン、薬理学者、ノーベル生理学・医学賞受賞者（* 1923年）
- 2018年 - デリック・オコナー、俳優（* 1941年）
- 2018年 - 松崎公昭、政治家（* 1943年）
- 2018年 - イレーナ・シェビンスカ、陸上競技選手、1964年東京・1968年メキシコシティー・1976年モントリオール五輪金メダリスト（* 1946年）
- 2019年 - 坂上惇、プロ野球選手（* 1934年）
- 2020年 - カール・ライナー、映画監督、俳優（* 1922年）
- 2020年 - ジョニー・マンデル、作曲家、編曲家（* 1925年）
- 2020年 - エルネスト・マルセル、プロボクサー、元WBA世界フェザー級王者（* 1948年）
- 2021年- アルバノ・アンドラージ、スーパーセンテナリアン（* 1909年）
- 2021年 - ドナルド・ラムズフェルド、海軍軍人、政治家、第13代・21代アメリカ合衆国国防長官（* 1932年）
- 2021年 - 木村義徳、将棋棋士（* 1935年）
- 2021年 - 堀忠雄、心理学者、広島大学名誉教授（* 1944年）
- 2021年 - ジョン・ロートン、ロック・ボーカリスト（* 1946年）
- 2021年 - ボンフォー・アッバス、政治家、元トーゴ暫定大統領（* 1948年）
- 2021年 - 中村隆、アニメーション美術監督（* 1962年）
- 2022年 - 野村昭子、女優（* 1927年）
- 2022年 - エーレス・ランドストレム、陸上競技選手、政治家、国会議員（* 1932年）
- 2022年 - ソニー・バージャー、俳優、作家（* 1938年）
- 2022年 - 井上学、アナウンサー（* 1969年）
- 2023年 - アラン・アーキン、俳優（* 1934年）
- 2023年 - 仲倉重郎、映画監督、脚本家、作詞家（* 1941年）
- 2023年 - 堀忠雄、政治家、元京都府相楽郡和束町長（* 1945年）
- 2023年 - クラレンス・バーロウ、作曲家（* 1945年）
- 2024年 - 坂本卓、実業家、元日鉱金属社長、元新日鉱ホールディングス会長（* 1929年）
- 2024年 - 久保田競、大脳生理学者、京都大学名誉教授（* 1932年）
- 2024年 - 押阪忍、アナウンサー、エス・オー・プロモーション創業者（* 1935年）
- 2024年 - 梁石日、小説家（* 1936年）
- 2024年 - ラーラ・ラティファ・ハンム、モロッコ国王ハサン2世王妃（* 1946年）

## 記念日・年中行事

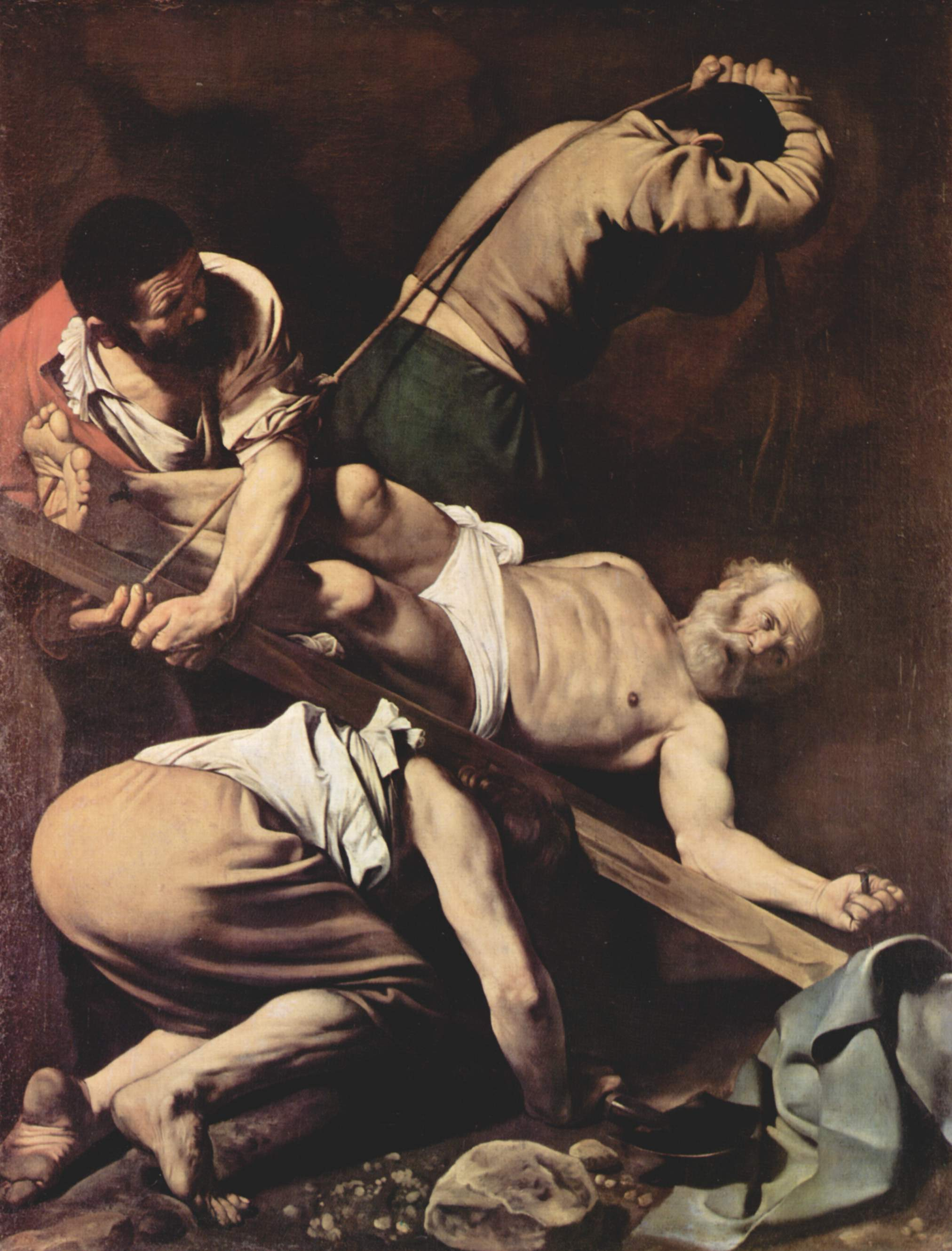
キリスト教、聖ペテロの祝日。画像はカラヴァッジォ画『聖ペトロの逆さ磔』(1600-01)

- 独立記念日（ セーシェル）
1976年のこの日、セーシェルがイギリスから独立した[10]。
- 佃煮の日（ 日本）
全国調理食品工業協同組合が2003年に制定[11]。佃煮の発祥の地である東京佃島の氏神・住吉神社が創建されたのが1646年（正保2年）6月29日であることから。
- ビートルズの日（ 日本）
1966年のこの日、ビートルズが初来日したことを記念。ビートルズの楽曲を手がけるユニバーサルミュージックが制定[12]。
- 星の王子さまの日（ 日本）
フランスの作家・飛行士のアントワーヌ・ド・サン＝テグジュペリの誕生日[13]。
- 聖ペテロと聖パウロの祝日（英語版）（キリスト教）
聖ペテロのと聖パウロの聖名祝日。ともに殉教日は特定されていないが、6月29日（正教会では7月12日）が祝日とされている。